# Achain
Achain (in tedesco Eschen) è un comune francese di 89 abitanti situato nel dipartimento della Mosella nella regione del Grand Est.

## Società

### Evoluzione demografica
Abitanti censiti